# Enrico IV di Sassonia
Enrico IV di Sassonia detto il Pio (Dresda, 16 marzo 1473 – Dresda, 18 agosto 1541) fu duca di Sassonia della casa di Wettin.

## Biografia
Egli era il secondo figlio di Alberto, duca di Sassonia e di sua moglie Sidonia di Poděbrady, principessa di Boemia. Alla morte del padre (1500), suo fratello maggiore, Giorgio, assunse la reggenza del ducato ed Enrico divenne governatore della Frisia.
L'occupazione sassone della Frisia, comunque, era costellata da una serie di rivolte. In seguito Enrico, che si era opposto a questa sua nomina fittizia, reclamò i suoi diritti al trono e, nel 1505 venne fatto un accordo tra i due fratelli e il governo della Frisia venne ceduto a Giorgio, mentre Enrico ricevette una somma annuale e i distretti di Freiberg - dove Enrico aveva posto la sua residenza - e Wolkenstein.
Alla morte dell'unico figlio vivente del fratello Giorgio, ed in accordo con la costituzione del 1499, il fratello protestante di Giorgio, Enrico, era ora erede diretto al trono; ma Giorgio (devoto cattolico) violò il testamento del padre, cedendo il Ducato a Ferdinando, fratello di Carlo V d'Asburgo. La prematura morte di Giorgio prevenne comunque la realizzazione dei suoi progetti.
Il regno di Enrico IV durò solamente due anni (1539-1541), iniziato quando aveva 66 anni. Durante questo periodo di tempo, Enrico divenne uno dei più fervidi sostenitori di Martin Lutero, invitò a Lipsia il prevosto Justus Jonas e i teologi luterani Gaspare Crucigero e Johann Pfeffinger, e introdusse la riforma protestante in Sassonia, rendendola religione di Stato.

## Matrimonio
A Freiberg, il 6 luglio 1512, Enrico sposò Caterina, figlia del Duca Magnus II di Meclemburgo-Schwerin, da cui ebbe sei figli:
- Sibilla (2 maggio 1515-18 luglio 1592)), sposò Francesco I di Sassonia-Lauenburg, ebbero nove figli;
- Emilia (27 luglio 1516-9 marzo 1591), sposò Giorgio di Brandeburgo-Ansbach, ebbero quattro figli;
- Sidonia (8 marzo 1518-4 gennaio 1575), sposò Eric II di Brunswick-Calenberg, non ebbero figli;
- Maurizio (21 marzo 1521-11 luglio 1553);
- Severino (28 agosto 1522-10 ottobre 1533);
- Augusto (31 luglio 1526-11 febbraio 1586).

## Ascendenza
|                         |                          |                                 | Genitori                     |  |  | Nonni |  |  | Bisnonni               |  |  | Trisnonni              |  |
|                         |                          |                                 |                              |  |  |       |  |  | Federico I di Sassonia |  |  | Federico III di Meißen |  |
|                         |                          |                                 |                              |  |  |       |  |  | Federico I di Sassonia |  |  | Federico III di Meißen |  |
|                         |                          | Caterina di Henneberg           |                              |  |  |       |  |  | Federico I di Sassonia |  |  |                        |  |
| Federico II di Sassonia |                          |                                 |                              |  |  |       |  |  | Federico I di Sassonia |  |  |                        |  |
|                         |                          | Caterina di Brunswick-Lüneburg  | Enrico di Brunswick-Lüneburg |  |  |       |  |  |                        |  |  |                        |  |
|                         |                          | Caterina di Brunswick-Lüneburg  | Enrico di Brunswick-Lüneburg |  |  |       |  |  |                        |  |  |                        |  |
|                         |                          | Caterina di Brunswick-Lüneburg  | Sofia di Pomerania           |  |  |       |  |  |                        |  |  |                        |  |
| Alberto III di Sassonia |                          | Caterina di Brunswick-Lüneburg  |                              |  |  |       |  |  |                        |  |  |                        |  |
|                         |                          | Ernesto I d'Asburgo             | Leopoldo III d'Asburgo       |  |  |       |  |  |                        |  |  |                        |  |
|                         |                          | Ernesto I d'Asburgo             | Leopoldo III d'Asburgo       |  |  |       |  |  |                        |  |  |                        |  |
|                         |                          | Ernesto I d'Asburgo             | Verde Visconti               |  |  |       |  |  |                        |  |  |                        |  |
| Margherita d'Austria    |                          | Ernesto I d'Asburgo             |                              |  |  |       |  |  |                        |  |  |                        |  |
|                         |                          | Cimburga di Masovia             | Siemowit IV di Masovia       |  |  |       |  |  |                        |  |  |                        |  |
|                         |                          | Cimburga di Masovia             | Siemowit IV di Masovia       |  |  |       |  |  |                        |  |  |                        |  |
|                         |                          | Cimburga di Masovia             | Alessandra di Lituania       |  |  |       |  |  |                        |  |  |                        |  |
| Enrico IV di Sassonia   |                          | Cimburga di Masovia             |                              |  |  |       |  |  |                        |  |  |                        |  |
|                         | Vittorino I di Poděbrady | Boczek V di Poděbrady           |                              |  |  |       |  |  |                        |  |  |                        |  |
|                         | Vittorino I di Poděbrady | Boczek V di Poděbrady           |                              |  |  |       |  |  |                        |  |  |                        |  |
|                         | Vittorino I di Poděbrady | Anna Lipa di Duba               |                              |  |  |       |  |  |                        |  |  |                        |  |
| Giorgio di Boemia       | Vittorino I di Poděbrady |                                 |                              |  |  |       |  |  |                        |  |  |                        |  |
|                         |                          | Anna di Wartenberg              | Giovanni di Wartenberg       |  |  |       |  |  |                        |  |  |                        |  |
|                         |                          | Anna di Wartenberg              | Giovanni di Wartenberg       |  |  |       |  |  |                        |  |  |                        |  |
|                         |                          | Anna di Wartenberg              | Anna di Velhartic            |  |  |       |  |  |                        |  |  |                        |  |
| Sidonia di Boemia       |                          | Anna di Wartenberg              |                              |  |  |       |  |  |                        |  |  |                        |  |
|                         |                          | Smilo di Sternberg              | Udalrico di Sternberg        |  |  |       |  |  |                        |  |  |                        |  |
|                         |                          | Smilo di Sternberg              | Udalrico di Sternberg        |  |  |       |  |  |                        |  |  |                        |  |
|                         |                          | Smilo di Sternberg              | Margherita di Seeberg        |  |  |       |  |  |                        |  |  |                        |  |
| Cunegonda di Sternberg  |                          | Smilo di Sternberg              |                              |  |  |       |  |  |                        |  |  |                        |  |
|                         |                          | Barbara Flaschka von Richenburg | Zdenic Pardubic              |  |  |       |  |  |                        |  |  |                        |  |
|                         |                          | Barbara Flaschka von Richenburg | Zdenic Pardubic              |  |  |       |  |  |                        |  |  |                        |  |
|                         |                          | Barbara Flaschka von Richenburg | Anna Vartemberka             |  |  |       |  |  |                        |  |  |                        |  |
|                         |                          | Barbara Flaschka von Richenburg |                              |  |  |       |  |  |                        |  |  |                        |  |